# 염증성 유방암
염증성 유방암(炎症性乳房癌, 영어: inflammatory breast cancer, IBC)은 가장 공격적인 유형의 유방암 중 하나이다. 모든 연령의 여성에게 발생할 수 있다(매우 드물지만 남성의 경우 남성유방암 문서 참고). 홍반과 같은 피부 염증과 유사한 증상이 자주 나타나기 때문에 "염증성"이라고 한다.
염증성 유방암은 종종 감지할 수 있는 덩어리나 종양 없이 다양한 징후와 증상을 나타낸다. 따라서 종종 유방조영술이나 초음파로 감지되지 않는다. 전형적인 증상은 급속한 유방 부종이며 때로는 피부 변화(peau d'orange) 및 유두 후퇴와 관련이 있다. 다른 징후로는 발적, 지속적인 가려움증, 비정상적으로 따뜻한 피부 등이 있다. IBC는 종종 초기에 유선염과 유사하다. 발병 사례 중 약 50%에서 75%가 전형적인 증상을 보인다. 비정형적 증상은 진단을 더 어렵게 만든다. 어떤 경우에는 급성 중앙 정맥 혈전증과 같은 징후가 이 질병의 유일한 징후일 수 있다.
IBC는 유방암 사례의 작은 부분을 차지한다(미국의 경우 1%~6%). 아프리카계 미국인은 일반적으로 백인 여성보다 어린 나이에 IBC로 진단되며 질병에 걸릴 위험도 더 높다. 최근 치료법의 발전으로 예후가 상당히 개선되었다. 여성의 최소 1/3이 IBC로 10년 이상 생존한다.

## 같이 보기
- 남성유방암